# Im Se-mi
Im Se-mi (임세미?; Seul, 29 maggio 1987) è un'attrice sudcoreana. È nota per le sue interpretazioni nei serial televisivi Oneulbuteo saranghae e Shopping wang Louis.

## Filmografia

### Cinema
- Bongmyeon dalho (복면달호), regia di Kim Sang-chan e Kim Hyun-soo (2007)

### Televisione
- Ban-ollim 2 (반올림 2) – serie TV (2005-2006)
- Hobak-kkot sunjeong (호박꽃 순정) – serie TV (2010-2011)
- Neon naege banhaess-eo (넌 내게 반했어) – serie TV (2011)
- Aejeongman manse (애정만만세) – serie TV (2011)
- Geu gyeo-ul, baram-i bunda (그 겨울, 바람이 분다) – serie TV (2013)
- Two Weeks (투윅스) – serie TV (2013)
- Je-wang-ui ttal, Su Baek-hyang (제왕의 딸, 수백향) – serie TV (2013-2014)
- Sarangman hallae (사랑만 할래) – serie TV (2014)
- Oneulbuteo saranghae (오늘부터 사랑해) – serie TV (2015)
- Goodbye Mr. Black (굿바이 미스터 블랙) – serie TV (2016)
- Shopping wang Louis (쇼핑왕 루이) – serie TV (2016)
- Wanbyeokhan anae (완벽한 아내) – serie TV (2017)
- Nae dwi-e Terrius (내 뒤에 테리우스) – serie TV (2018)
- Meomchugo sip-eun sun-gan: About Time (멈추고 싶은 순간: 어바웃타임?) – serie TV (2018)
- The Worst Evil (최악의 악?, Choe-ag-ui akLR) – serie TV, 12 episodi (2023)
- Come un'onda (돌풍?, DolpungLR) – serie TV (2024)
- Geunom-eun heug-yeomnyong (그놈은 흑염룡?) – serie TV (2025)